# 퍼지 집합
퍼지 집합(fuzzy set)은 기존의 집합을 퍼지 논리 개념을 사용해 확장한 것으로, 각 원소는 그 집합에 속하는 정도(소속도)가 존재한다. 이때 소속도는 0과 1 사이의 실수로 표현되고, 원소가 집합에 완전히 속하는 경우를 1, 전혀 속하지 않는 경우를 0으로 나타낸다.
퍼지 집합은 로트피 자데가 고전적인 집합을 확장한 개념으로서 고안하였다.

## 정의
퍼지 집합 {\displaystyle A}은 고전적인 집합 {\displaystyle U}와 소속함수(membership function) {\displaystyle \mu _{A}:\,U\rightarrow [0,1]}에 의하여 정의된다. 여기서 {\displaystyle x\in U}에 대해 {\displaystyle \mu _{A}(x)}는 {\displaystyle A}에 대한 {\displaystyle x}의 소속도를 나타낸다.
(여기에서 소속함수가 고전적인 집합에서의 지시 함수의 확장임을 알 수 있다.) 이것을 다음과 같이 표기한다.
{\displaystyle A=\left\{(x,\mu _{A}(x))|x\in U\right\}}
이것을 소속함수 표기법이라 한다.
{\displaystyle U}가 유한 집합일 경우 고전적인 집합의 원소나열법과 비슷한 방법으로 표시할 수 있다.
예를 들어 {\displaystyle U=\left\{1,2,3,4,5\right\}}이고, {\displaystyle \mu _{A}(1)=0.7,\,\mu _{A}(2)=0.5,\,\mu _{A}(3)=0.2,\,\mu _{A}(4)=0,\,\mu _{A}(5)=0}이라면 이것을
{\displaystyle A=\left\{(1,0.7),(2,0.5),(3,0.2)\right\}}
와 같은 순서쌍들의 나열로 표시할 수 있다.
그러나 {\displaystyle \left\{x\in U|\mu _{A}(x)\neq 0\right\}}에서 {\displaystyle U}가 무한 집합일 경우에는 이와 같은 방법을 적용할 수 없다.

## 기본 개념

### 전체집합과 공집합
위의 예에서 소속함수들의 정의역인 집합 U를 전체집합이라 한다. 전체집합은 고전적인 집합임을 알 수 있다. 즉 모든 x에 대해 U에 대한 x의 소속도가 1이다. 쌍대 개념으로, 공집합은 U 안의 모든 x에 대해 그에 대한 x의 소속도가 0인 집합을 말한다.

### 연산
전통적인 집합 개념과 같이, 퍼지 집합에서도 여집합, 합집합 등의 집합의 연산을 정의할 수 있다.
- 퍼지 여집합

퍼지 집합 {\displaystyle A}에 대하여 그 여집합 {\displaystyle A^{c}}는 다음의 소속함수에 의하여 정의된다.
{\displaystyle \mu _{A^{c}}(x)=1-\mu _{A}(x)}
- 퍼지 합집합

두 퍼지 집합 {\displaystyle A}와 {\displaystyle B}에 대하여 그 합집합 {\displaystyle \scriptstyle A\cup B}는 다음의 소속함수에 의하여 정의된다.
{\displaystyle \mu _{A\cup B}(x)=\max \left(\mu _{A}\left(x\right),\mu _{B}\left(x\right)\right)}
즉 두 퍼지 집합에 대한 소속도 중에서 큰 쪽의 소속도를 가지게 된다.
- 퍼지 교집합

두 퍼지 집합 {\displaystyle A}와 {\displaystyle B}에 대하여 그 교집합 {\displaystyle \scriptstyle A\cap B}는 다음의 소속함수에 의하여 정의된다.
{\displaystyle \mu _{A\cap B}(x)=\min \left(\mu _{A}\left(x\right),\mu _{B}\left(x\right)\right)}
퍼지 교집합은 퍼지 차집합과 상대적으로, 소속도 중에서 작은 쪽의 소속도를 가지게 된다.
- 퍼지 차집합

고전적인 집합에서와 같이, 두 퍼지 집합 {\displaystyle A}와 {\displaystyle B}에 대하여 그 차집합 {\displaystyle A-B}는 다음과 같이 정의된다.
{\displaystyle \displaystyle A-B=A\cap B^{c}}

## 같이 보기
- 중복집합
- 불확실성